# Hereclean, Sălaj

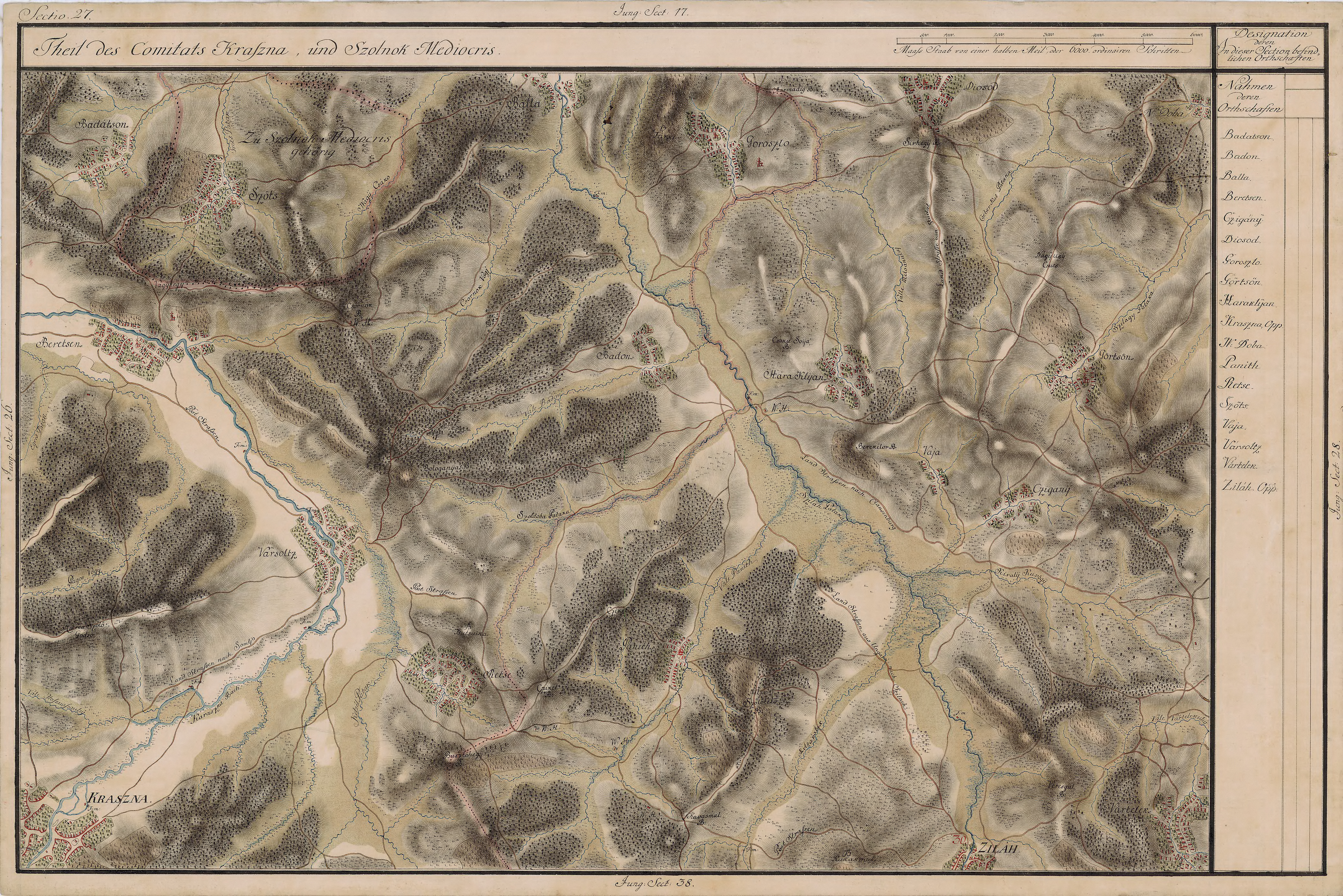
Hereclean în Harta Iosefină a Transilvaniei, 1769-1773

Hereclean este satul de reședință al comunei cu același nume din județul Sălaj, Transilvania, România.